# ساوث افریکن اکسپرس
ساوث افریکن اکسپرس (به انگلیسی: South African Express) یک شرکت هواپیمایی با کد یاتا XZ است که در تاریخ ۲۴ آوریل ۱۹۹۴ میلادی تأسیس شده‌است. دفتر مرکزی ساوث افریکن اکسپرس در فرودگاه بین‌المللی اولیور تامبو واقع شده‌است و قطب این شرکت هواپیمایی در فرودگاه بین‌المللی اولیور تامبو قرار دارد و به ۱۹ مقصد، پرواز مستقیم انجام می‌دهد.